# Аніон

Комплексний аніон Тетрафтороборат водню

Аніо́н — негативно заряджений йон; при електролізі розчинів, що містять йони, аніон рухається до позитивного електрода — анода.
Наприклад, Cl− — однозарядний аніон, а SO2−
4 — двозарядний аніон. Аніони присутні у розчинах більшості солей, кислот і основ, а також у кристалічних ґратках сполук з йонним зв'язком, в йонних рідинах та розплавах.